# Tony Dombre
Pour les articles homonymes, voir Dombre.
 (janvier 2021).
Si vous disposez d'ouvrages ou d'articles de référence ou si vous connaissez des sites web de qualité traitant du thème abordé ici, merci de compléter l'article en donnant les références utiles à sa vérifiabilité et en les liant à la section « Notes et références ».
Antoine Paul Dombre, dit "Tony Dombre", né à Nîmes le 28 juillet 1834 et mort à Nîmes le 25 avril 1899, est un notable, ingénieur, vigneron, homme politique et institutionnel gardois du XIXe siècle. 

## Biographie

### Ingénieur
Issu d'une famille protestante bourgeoise du Gard, Antoine Paul Dombre (Tony Dombre), petit-fils de David Dombre, est polytechnicien (promotion 1854), inspecteur en chef des Ponts et Chaussées et responsable de l'administration des Ponts & Chaussées du Gard durant la seconde moitié du XIXe siècle.

### Officier
Il est nommé chevalier de la Légion d'honneur à la suite de l'expédition du Mexique à laquelle il participe en tant que capitaine de génie, entre 1861 et 1867. Il est fait également chevalier de l'Ordre Impérial de Guadalupe par l'empereur du Mexique d'alors, Maximilien de Habsbourg.

### Carrière publique
À son retour, il est nommé administrateur des hospices de Nîmes. Il en reste le vice-président (le président étant le maire) jusqu'à sa mort. Appartenant à la haute société protestante nîmoise, Tony Dombre fréquente bon nombre de notables. C'est ainsi qu'il adhère, dès sa fondation en mai 1887, à un club huppé rassemblant de riches protestants nîmois, le Grand Cercle des Arènes. 
Très intéressé par la chose publique et en particulier l'éducation, il est nommé officier d'Académie puis délégué cantonal et officier de l'instruction publique.

### Carrière politique
Également actif politiquement dans le département du Gard, il devint maire de Langlade, village où son grand-père, David Dombre, s'était installé vers 1810 pour se retirer des affaires.
Tony Dombre insista pour que la ligne de chemin de fer Nîmes-Le Vigan traverse la Vaunage et passe par Langlade. De par ses liens (neveu de Charles Célestin Dombre, ingénieur des chemins de fer et collaborateur de Paulin Talabot ; et fils de l'ingénieur hydraulicien et homme politique gardois Charles Léon Dombre), il obtint une gare dans sa commune.

### Vitiviniculture
C'est dans cette commune de la Vaunage qu'il fonda la cave du château Langlade (cave de type industriel et à l'architecture unique ; aujourd'hui reprise par ses arrière-petits enfants, les frères Cadène), après avoir été un des initiateurs de la replantation de vignes à la suite des ravages du phylloxéra entre 1871 et 1876 en Vaunage et sur le terroir du Vieux Langlade.
Tony Dombre décède le 25 avril 1899 à Nîmes dans sa propriété située rue Jeanne d'Arc.

## Décorations
- Chevalier de la Légion d'honneur (décret du 16 mars 1869)
- Officier d'académie
- Officier de l'Instruction publique
- Chevalier de l'Ordre Impérial de Guadalupe

## Remarques

### Famille et Anecdotes
- Tony Dombre descend de riches négociants en soierie des Basses Cévennes.
- Sa femme, Marie Rossel, est une petite-nièce de l'astronome Benjamin Valz, une descendante directe du naturaliste Pierre Baux, de la maison de Provence des Porcellets, et du négociant et homme politique Jean Valz ; ainsi qu'une cousine éloignée de l'officier Louis-Nathaniel Rossel (ministre de la guerre de la Commune de Paris).

### Langlade
- À la fin de sa vie et à la mort de son frère jumeau Henri-David, il légua à la commune de Langlade (selon les volontés de ce même frère) pour ses besoins en eau, un magnifique et performant lavoir.